# 黃尾三鰭鰨
黃尾三鰭鰨為輻鰭魚綱鰈形目鰨亞目無臂鰨科的其中一種，為熱帶海水魚，分布於中太平洋東部巴拿馬海域，體長可達18公分，棲息在底層水域，生活習性不明。

## 扩展阅读
維基物種上的相關：黃尾三鰭鰨